# Lúcio Lucrécio Tricipitino
Lúcio Lucrécio Tricipitino (em latim:  Lucius Lucretius Tricipitinus) foi um político da gente Lucrécia nos primeiros anos da República Romana eleito cônsul em 462 a.C. com Tito Vetúrio Gêmino Cicurino. Era filho de Tito Lucrécio Tricipitino, cônsul em 508 e 504 a.C.. Foi pai de Hosto Lucrécio Tricipitino e Públio Lucrécio Tricipitino.

## Consulado
Lúcio Lucrécio foi eleito em 462 a.C. com Tito Vetúrio Gêmino Cicurino. Depois da epidemia do ano anterior, a situação da cidade estava começando a se normalizar, pois, quando os hérnicos vieram pedir ajuda contra os contínuos raides e saques dos volscos, os romanos, de bom grado, aprontaram dois exércitos para ajudá-los, cada sob o comando de um dos cônsules.
Enquanto Tito Vetúrio conduzia a guerra no território volsco, Lucrécio foi lutar contra os équos, que preferiram não enfrentar os romanos em uma batalha campal, permanecendo na segurança de suas cidades.
Lucrécio comandava o exército que enfrentou um numeroso contingente volsco que havia praticamente arrasado a região dos gábios, as redondezas de Túsculo e de Roma e agora tentava retornar ao seu próprio território com o butim acumulado.
| “ | Foi por pouco que o nome dos volscos não foi extinto da face da terra. Em alguns anais que encontrei, entre o combate e a fuga, houve 13 470 mortos, 1 750 capturados vivos e 27 insígnias conquistadas. Embora estes números sejam afetados por uma certa tendência ao exagero, foi, sem dúvida, um grande massacre. | ” |
|   | — Lívio, Ab Urbe Condita III. 8. |   |

Terminada a campanha militar, enquanto Lucrécio recebeu um triunfo, Vetúrio foi homenageado com uma ovação, mais simples.
No ano de seu consulado, o tribuno da plebe Caio Terentílio Arsa apresentou a lei que passou a ser conhecida como Lex Terentilia, que propunha a formação de um comitê de cinco cidadãos que seria responsável por publicar regras definitivas sobre os poderes dos cônsules, que eram praticamente ilimitados. Aparentemente ele conseguiu seu objetivo, pois nada mais se falou sobre a lei naquele ano (muito se falaria dela nos anos seguintes).